# Resultados do Carnaval de Campo Grande em 2014
Resultado do Carnaval de Campo Grande em 2014.

## Escolas de samba
| Grupo Especial | Grupo Especial          | Grupo Especial | Grupo Especial |
| Colocação      | Escola                  | Enredo | Ref.           |
| -------------- | ----------------------- | --- | -------------- |
| 1º             | Unidos da Vila Carvalho | Minha Madrinha Mangueira! Sou Verde e Rosa de Corpo, Alma e Coração – Carvalho e Mangueira Uma Só Nação                                     | [ 1 ] [ 2 ]    |
| 1º             | Unidos do Aero Rancho   | Da Tela para a Passarela, Aero Rancho Pinta o Sonho do Artista na Avenida                                                                   | [ 1 ] [ 2 ]    |
| 1º             | Catedráticos do Samba   | Catedráticos faz uma Viagem ao Mundo dos Contos e Fábulas da Literatura Infantil                                                            | [ 1 ] [ 2 ]    |
| 1º             | Unidos do Cruzeiro      | Da Mitologia Grega à Passarela do Samba – Os Deuses Gregos no Carnaval Brasileiro                                                           | [ 1 ] [ 2 ]    |
| 1º             | Deixa Falar             | Aquarela Pantaneira – Uma Viagem a Céu Aberto                                                                                               | [ 1 ] [ 2 ]    |
| 1º             | Igrejinha               | Quando se iluminam as Avenidas e Resplandecem os Salões o Luxo o Brilho e Cores Desfilam na Genialidade de Valdir Gomes Ícone dos Carnavais | [ 1 ] [ 2 ]    |